# 9902 Kirkpatrick

9902 Kirkpatrick

9902 Kirkpatrick eller 1997 NY är en asteroid i huvudbältet som upptäcktes den 3 juli 1997 av den italiensk-amerikanske astronomen Paul G. Comba vid Prescott-observatoriet. Den är uppkallad efter Ralph Kirkpatrick.
Asteroiden har en diameter på ungefär 4 kilometer.